# 黄花岗公园
黃花崗公園（黃花崗七十二烈士墓）位於廣東省廣州市越秀區黃花崗街道先烈中路，是為了紀念於1911年4月，孫中山領導的同盟會在黃花崗起義中英勇犧牲的七十二位烈士而修建。除了七十二烈士墓之外，墓园内还陆续地修建了王昌墓、鄧仲元墓、馮如墓、潘達微墓、史堅如墓和楊仙逸墓。公园现为广州市退役军人事务局直属单位。

## 歷史

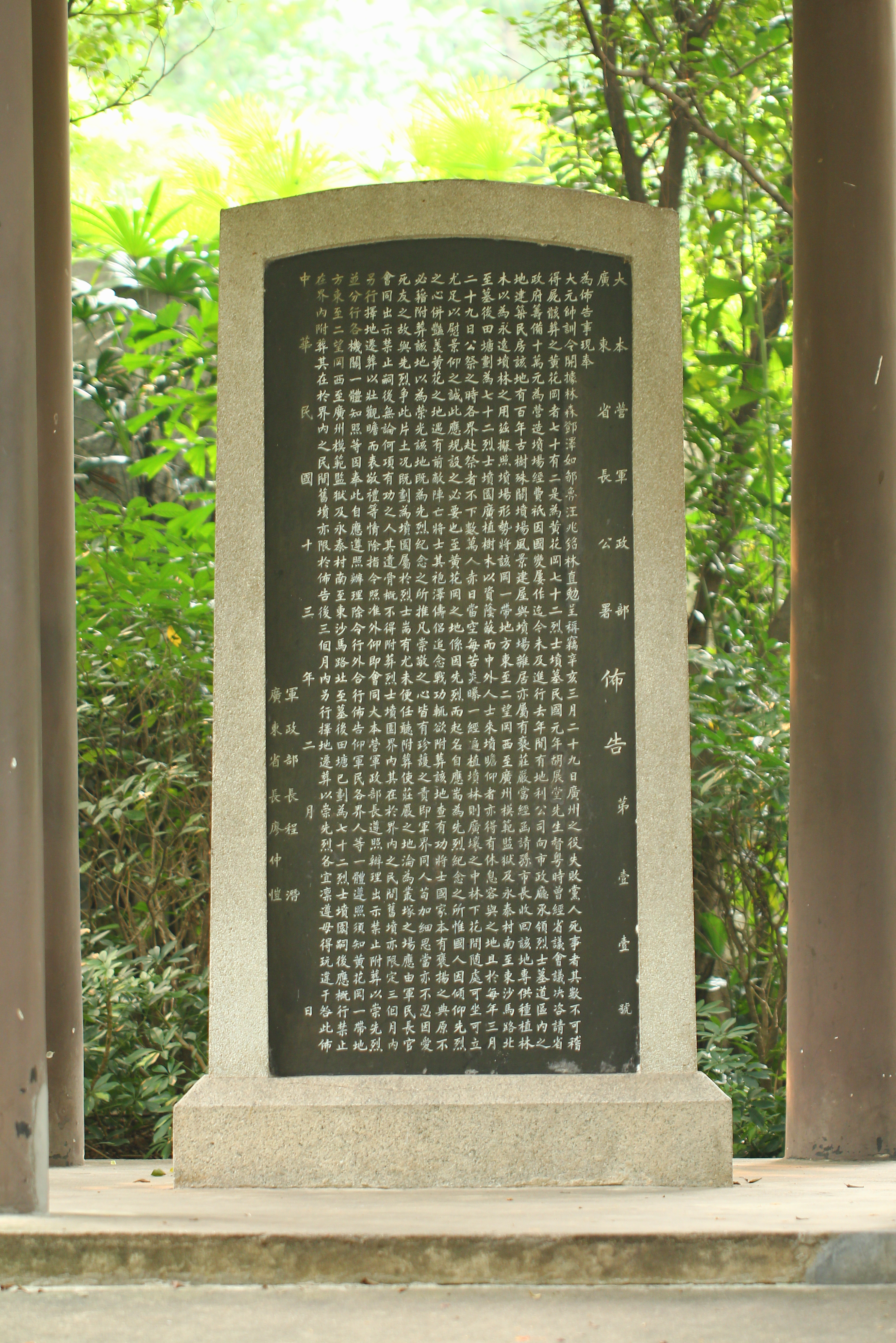
大本營軍政部與廣東省長公署保護墓園佈告碑

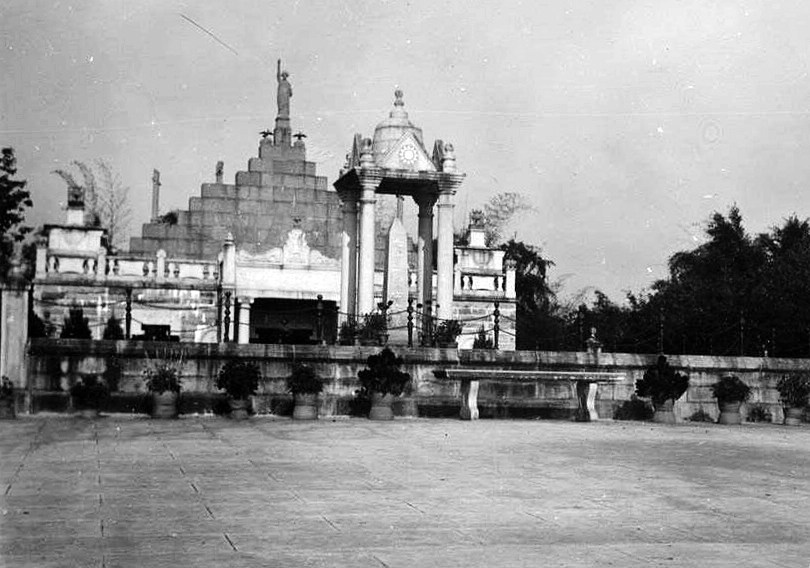
1930年代的紀功坊

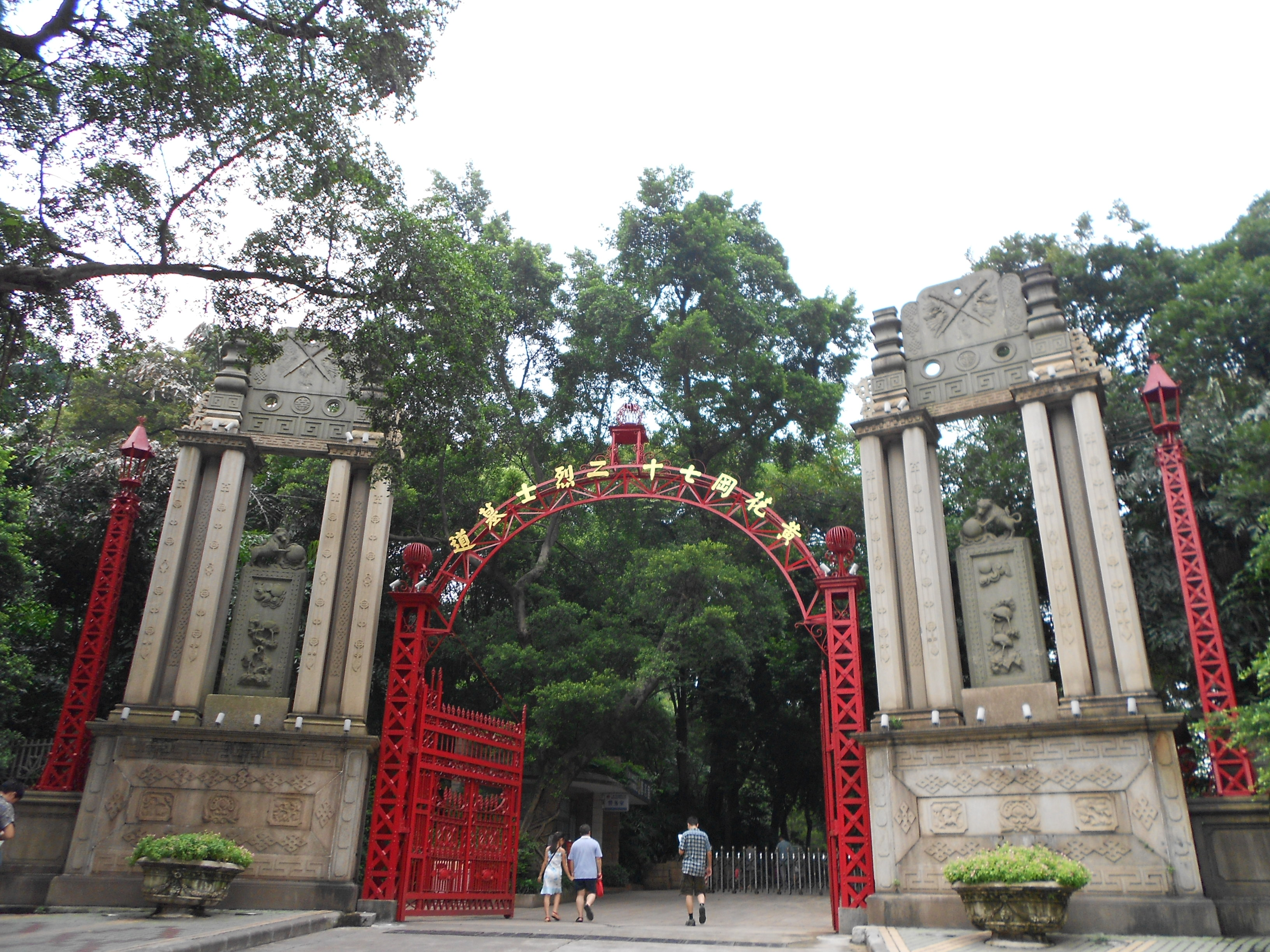
黃花崗七十二烈士墓道

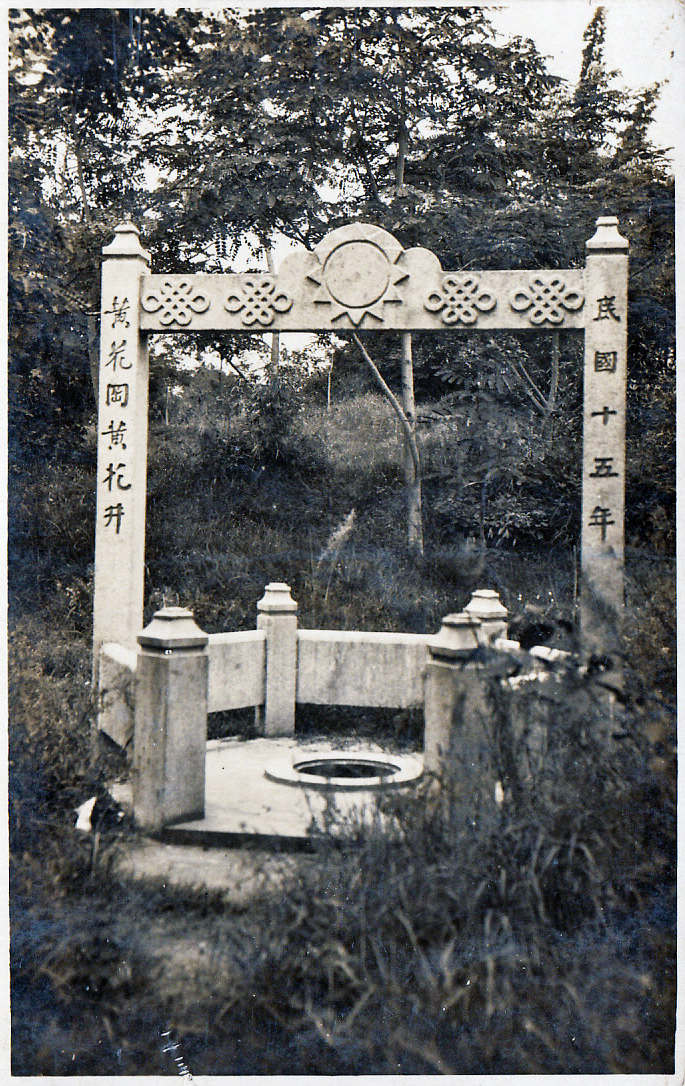
黃花井

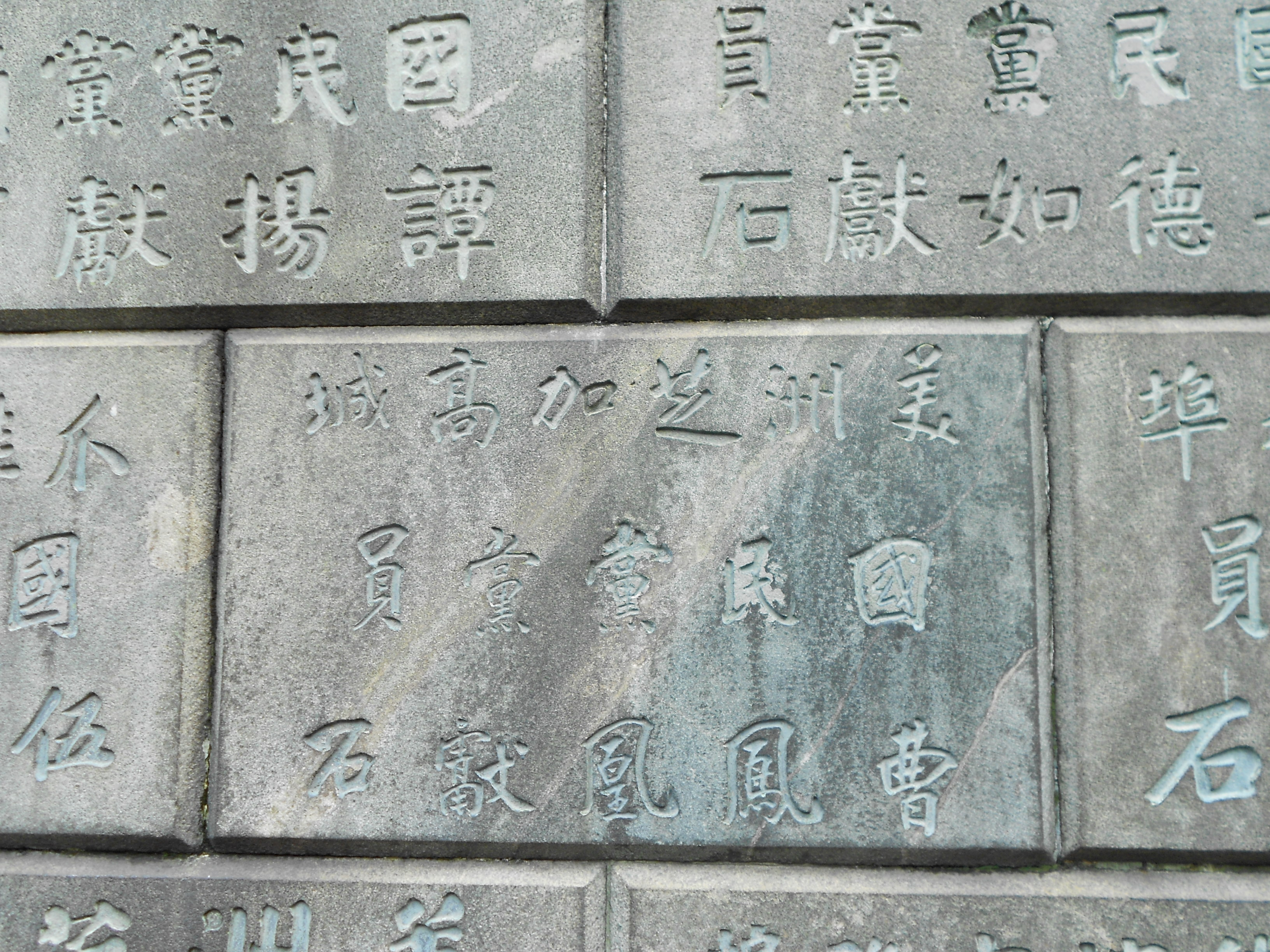
中國國民黨獻石，字跡曾在文革時被破壞。

七十二烈士屍骨由潘達微收葬，他1906年参加中国同盟会，三‧二九起义失败后，购得东郊紅花崗，改原地名為黃花崗，是以秋日黄花喻烈士不屈的品格，黄花岗之名沿用至今。
原处只是黃土一抔的墓地，甚為荒涼，1916年，省長朱慶瀾建議於黃花岡建設公園，及至1918年，滇軍師長方聲濤（方聲洞之兄）募款修墓，廣州國會非常會議議長林森又募得僑資贊助，建紀功坊、墓亭及立碑石。墓園為著名設計師楊錫宗設計，孫中山親手栽植了马尾松。1919年，林森等審核得56人姓名，由汪精衞書石。1922年，又核實有16名烈士姓名，再由汪精衞補書于石，全部刻於《廣州辛亥三月二十九日革命記》石碑的背面。
1924年，大本營軍政部與廣東省長公署保護墓園佈告：大本營軍政部及廣東省長公署奉孫中山大元帥訓令，以《佈告第一一號》文，由軍政部長程潛及廣東省長廖仲愷聯合簽署發布。公佈劃定黃花崗七十二烈士墓園地界範圍：
|  | 東至二望崗（今黃花崗劇院後方一帶），西至廣州模範監獄及永泰村（今華僑新村一帶），南至東沙馬路（今執信中學一線），北至墓後田塘（今動物園西門外），已劃為七十二烈士墳園。嗣後應概行禁止在界內附葬。其在於界內之民間舊墳，亦限於佈告後三個月內另行擇地遷葬，以崇先烈，各宜凜遵，毋得玩違于咎此佈。 |

現時墓園內仍存有刻有全文的石碑，落款時間為1924年2月。上述範圍也說明了為何先烈路有如此多的革命志士的墓地。
墓园落成后不久，有人认为，整个结构像公园式，因内有茶亭、水池、音乐台等游乐设施，有失庄严，建议改为坟场式；纪功坊上的自由神，是外国人崇拜的偶像，不宜用在纪念七十二烈士的坟场中。因此在1930年5月，广东省政府第五届委员会第78次会议议决重修黄花岗坟园计划。改建工程分三期进行，最大工程有二：纪功坊上的自由神像换成国民党党徽；改建墓道，开辟正南大墓道，正面大路入口处建筑一座宏伟古朴的牌坊，上嵌孙中山1921年所题“浩气长存”四字，作为正门，原来的大门改为侧门。整个改建工程至1937年3月竣工。
中華人民共和國建政後，广州市人民政府重修并扩建了该陵园，并命名為黃花崗公園。潘达微墓於1951年自模范监狱旁迁入；范鸿泰墓於1958年自先烈路二望岗迁入。
1961年黃花崗七十二烈士墓被國務院公佈為第一批全國重點文物保護單位。
因城市的發展，道路的開拓，本來廣袤而完整的七十二烈士墓園被分割得支離破碎；把一個莊嚴肅穆的烈士陵園，壓縮為一個不大的「公園」。
1985年，黃花崗公園以「黃花浩氣」成為羊城八景之一。2002年7月被評為新世紀羊城八景之一——黃花皓月。
1994年墓園被評為市級愛國主義教育基地。2000年墓園被評為省級愛國主義教育基地。2001年墓園被評為中國僑聯愛國主義教育基地。2005年11月墓園入選第三批全國愛國主義教育示範基地名單。

### 破壞

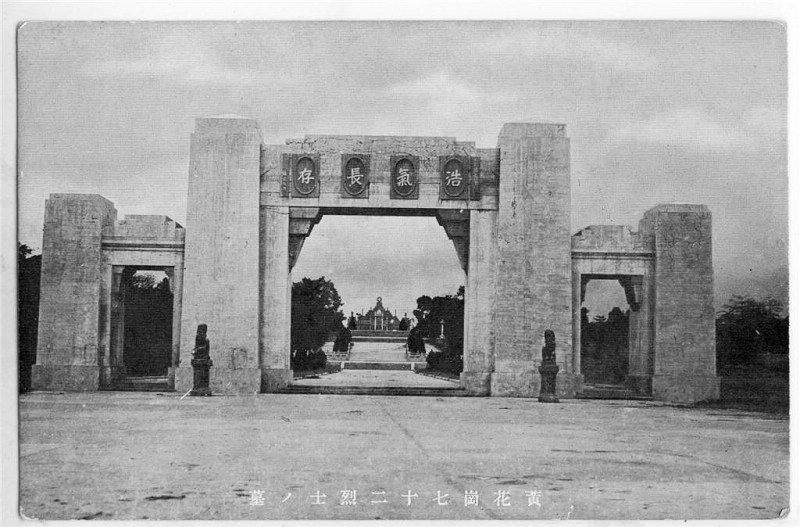
1940年代的正門，隱約可見遠處纪功坊頂部已置換成国民党党徽

烈士墓落成之初纪功坊上曾仿照美国及法国设有象征共和理想的自由女神像，由美洲华侨党员赠送，神像约有两米多高，头戴七束光芒冠冕，左手挟着《中華民國臨時約法》、右手举槌，正对前方墓塘碑亭顶部的自由钟，警醒革命者尚未成功，仍需努力。当时在神像脚下，左右各蹲伏着一只石雕雄鹰，亟待向蓝天飞翔。1936年，因被认为作为外国人偶像的自由神放在坟场不合适而改成国民党党徽石块。也有说法指西安事变后的1937年，蒋介石到黄花岗拜祭先烈，看见自由女神像心中不悦，说了一句“现在的民主自由太泛滥了”。随后当局下令以国民党党徽换下了自由女神像。中华人民共和国成立后，原來的自由女神像被重新放回，此时神像右手中的槌子已不知去向，於是被塞上了一杆枪，象征“枪杆子里面出政权”。
文化大革命期間，廣州市近千名紅衛兵於1966年8月28日在墓地匯集，舉行宣判「散發著資本主義毒素」的「自由神」大會。大會後，紅衛兵登上墓頂，手持鐵鎚將「自由女神」推倒砸碎，並換上一支約2米的水泥塑火炬，寓意「星星之火可以燎原」，文革的烈火可以燒遍全中國。後因北京直接干預，紀功坊其後才沒有被紅衛兵用炸藥炸毀。陵園內幾乎所有墓碑、石碑的碑文均曾被紅衛兵破壞，某些人名被鑿去，被修理過的文字有：中華民國、國民黨、革命、浩氣長存、孫中山敬題、民國十年、蔣中正、胡漢民/胡漢民先生/胡漢民敬題/番禺胡漢民書、林森、陳炯明、陳逆炯明、汪兆銘/汪精衛、鄒魯/魯（鄒魯撰文的自稱）、袁世凱、總裁。兩年後，有人認為這支火炬與整個建築的風格不協調而將其移走，剩下光禿禿的坐墊。
1981年12月11日，刚成立的广州市人民政府（前广州市革命委员会）决定重修黄花岗陵墓，当时发现原来纪功坊上的自由神像已失踪，文革时期换上的火炬也没有了，碑亭上国民党徽被挖去，不少碑文被凿去，墓道上两条连州青石透雕龙柱的龙须被打断。继而撥款重塑自由女神像，新雕像仿照美国自由女神像，手持火炬，由廣州美術學院的一位教授、雕塑家林毓豪和羅國強重新塑造，左手持法律書，右手高擎火炬，意味自由將在法律的嚴格保護下。被毁坏的碑文和碑亭等後來被重新填補，但时至今日仍能清楚可以看到修补痕迹。而黃花井上被鑿掉的青天白日圖案則沒有修復。

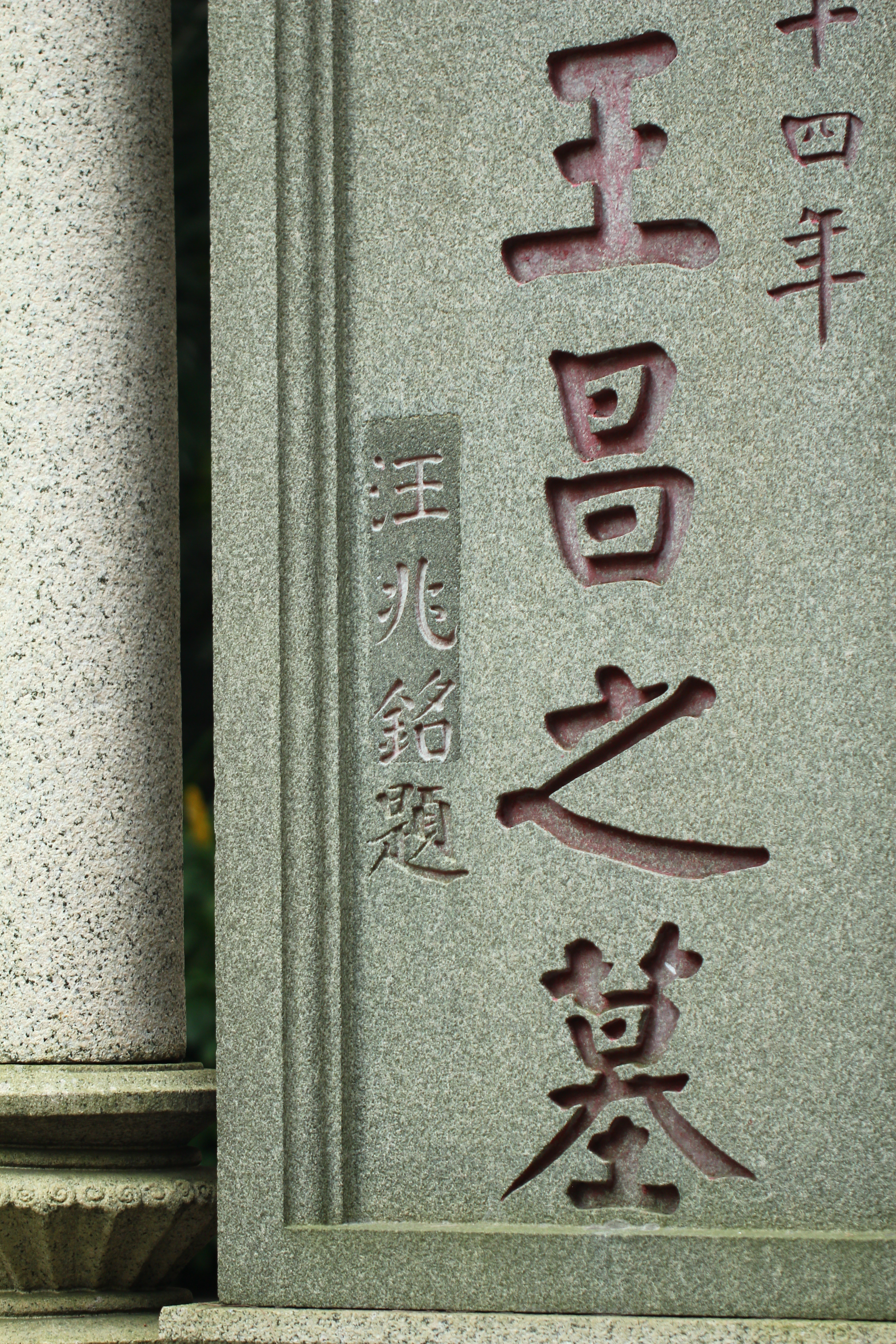
王昌墓碑汪兆铭题字修复处
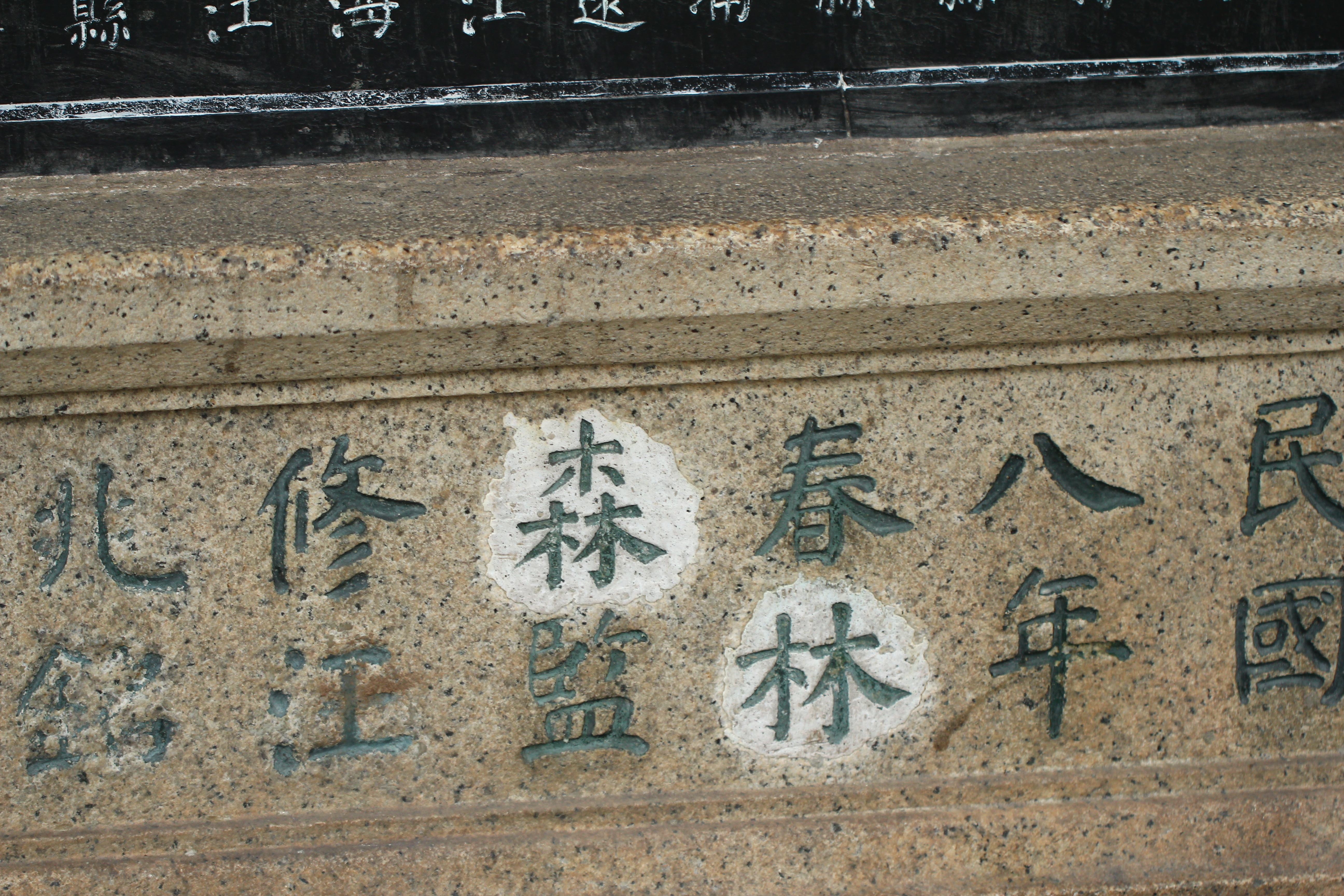
黄花岗七十二烈士之碑修复处
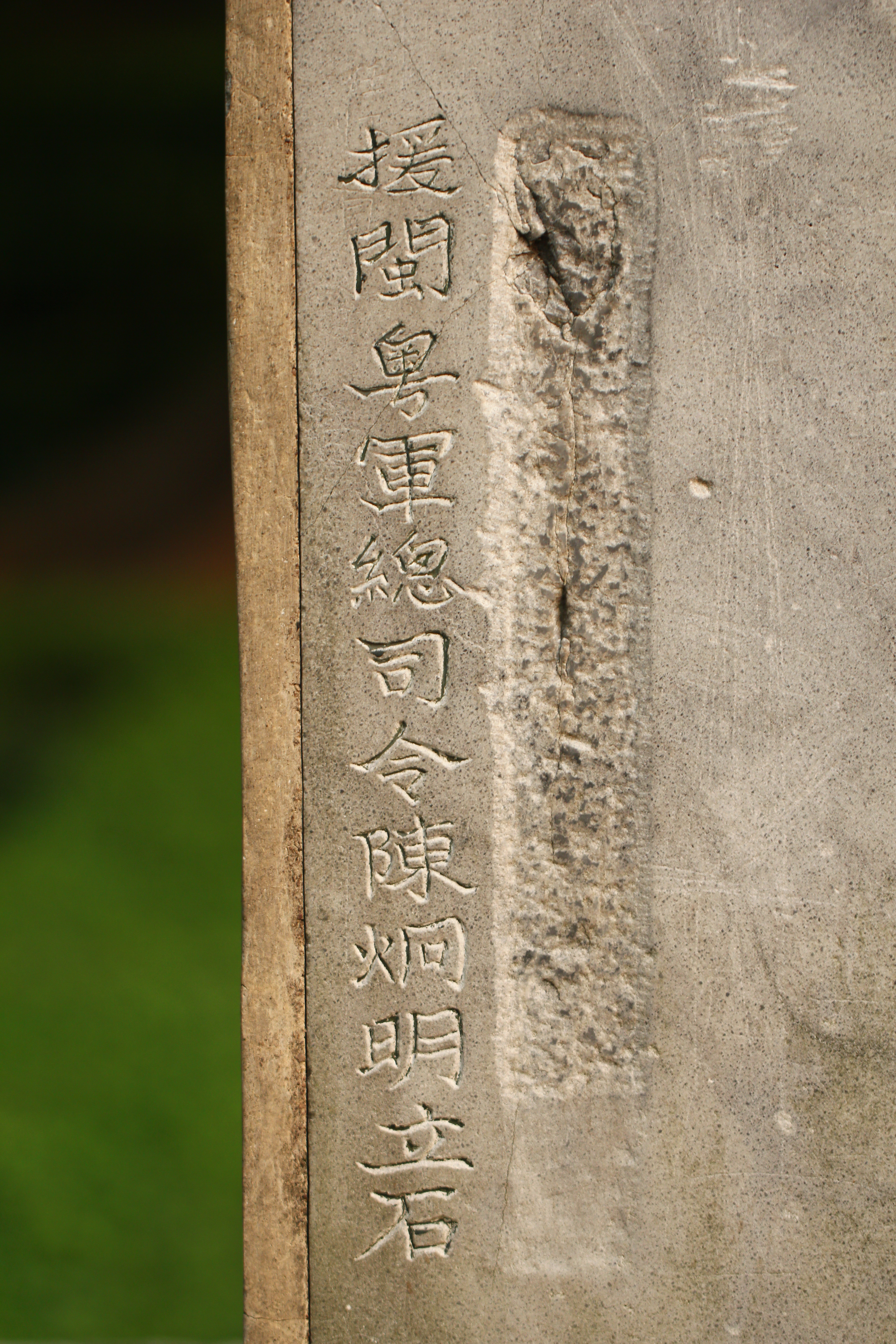
援闽粤军飞行家叶少毅墓背面修复处
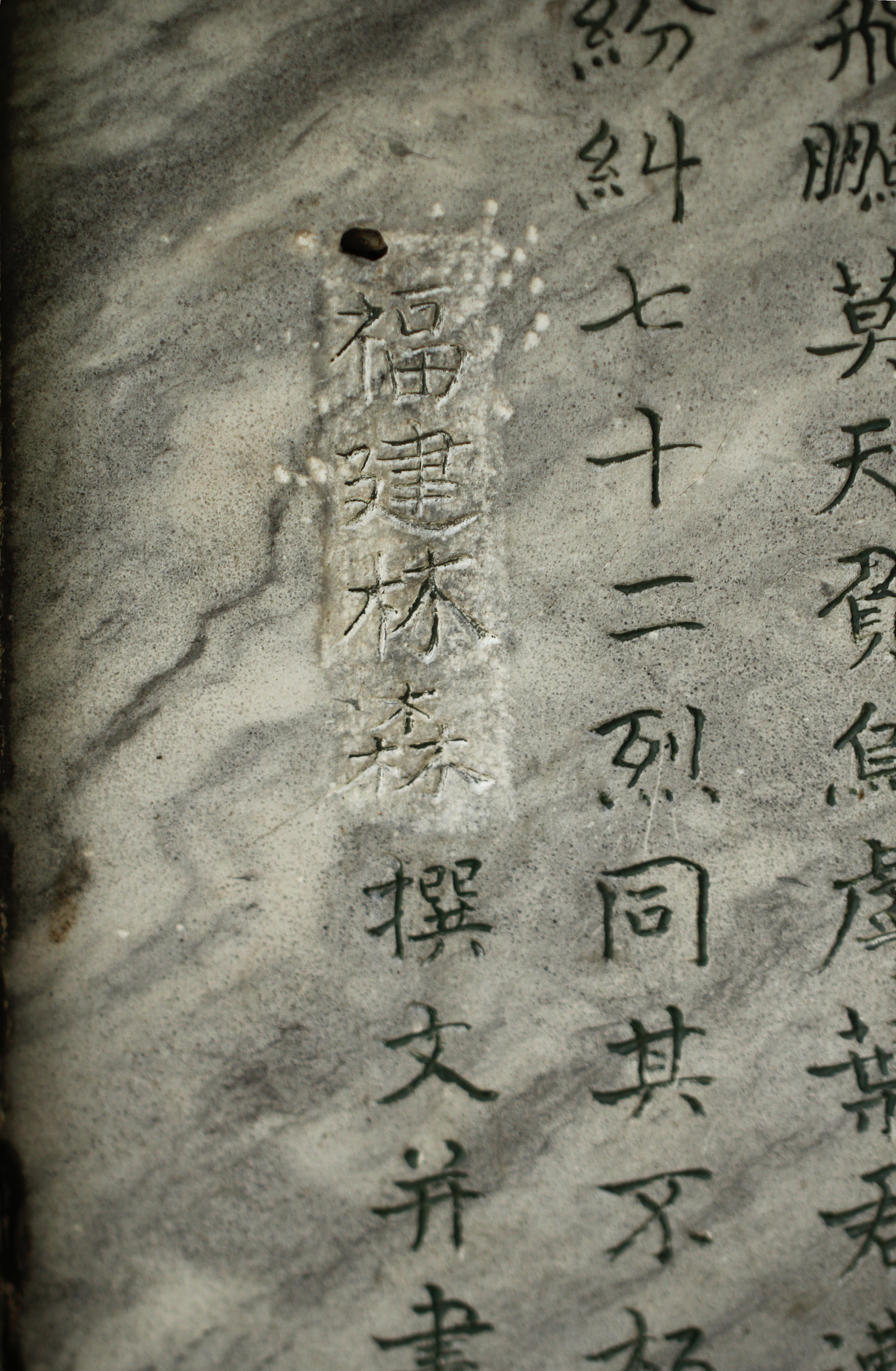
援闽粤军飞行家叶少毅墓碑林森题字修复处
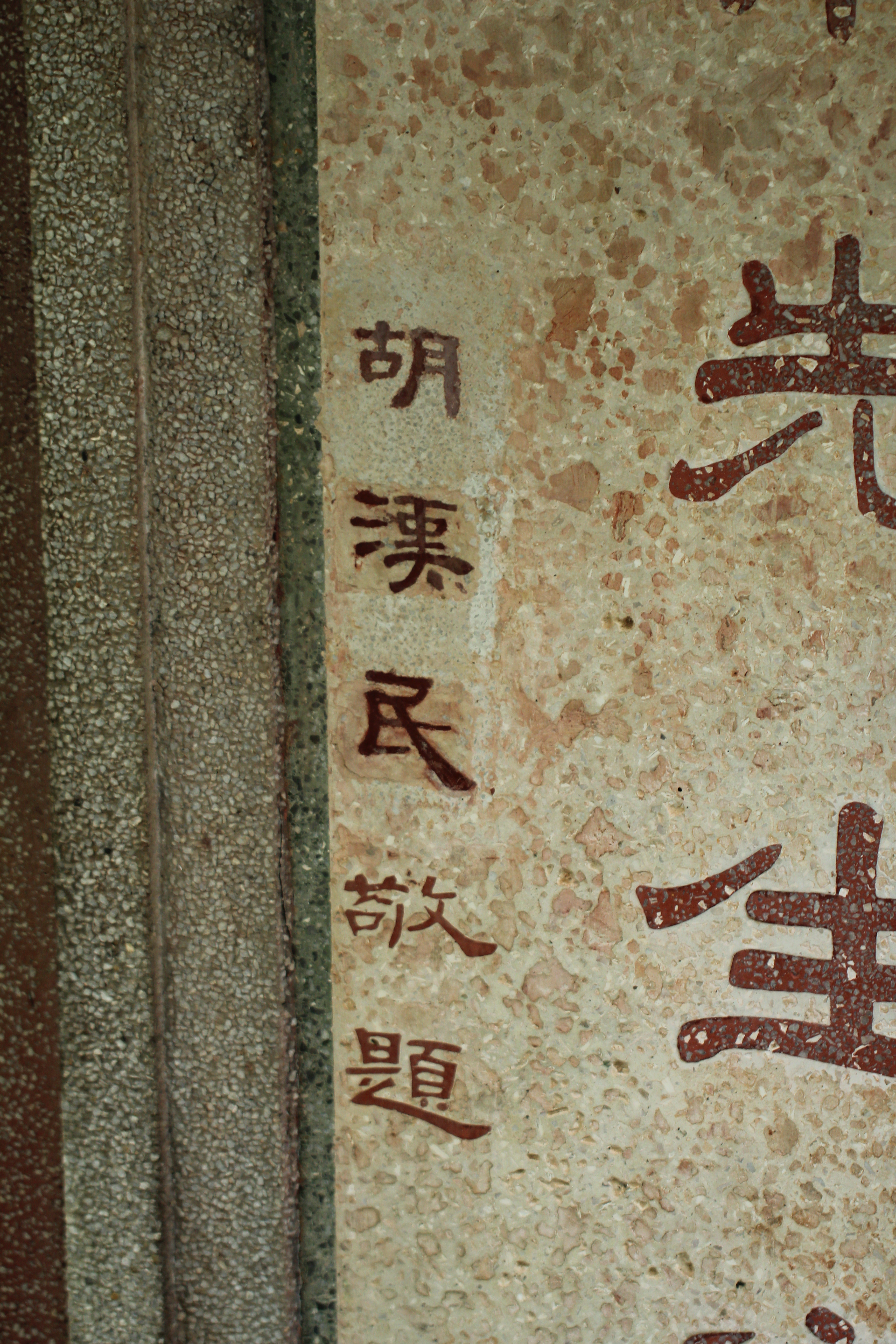
雷荫棠墓碑胡汉民题字修复处

## 現狀

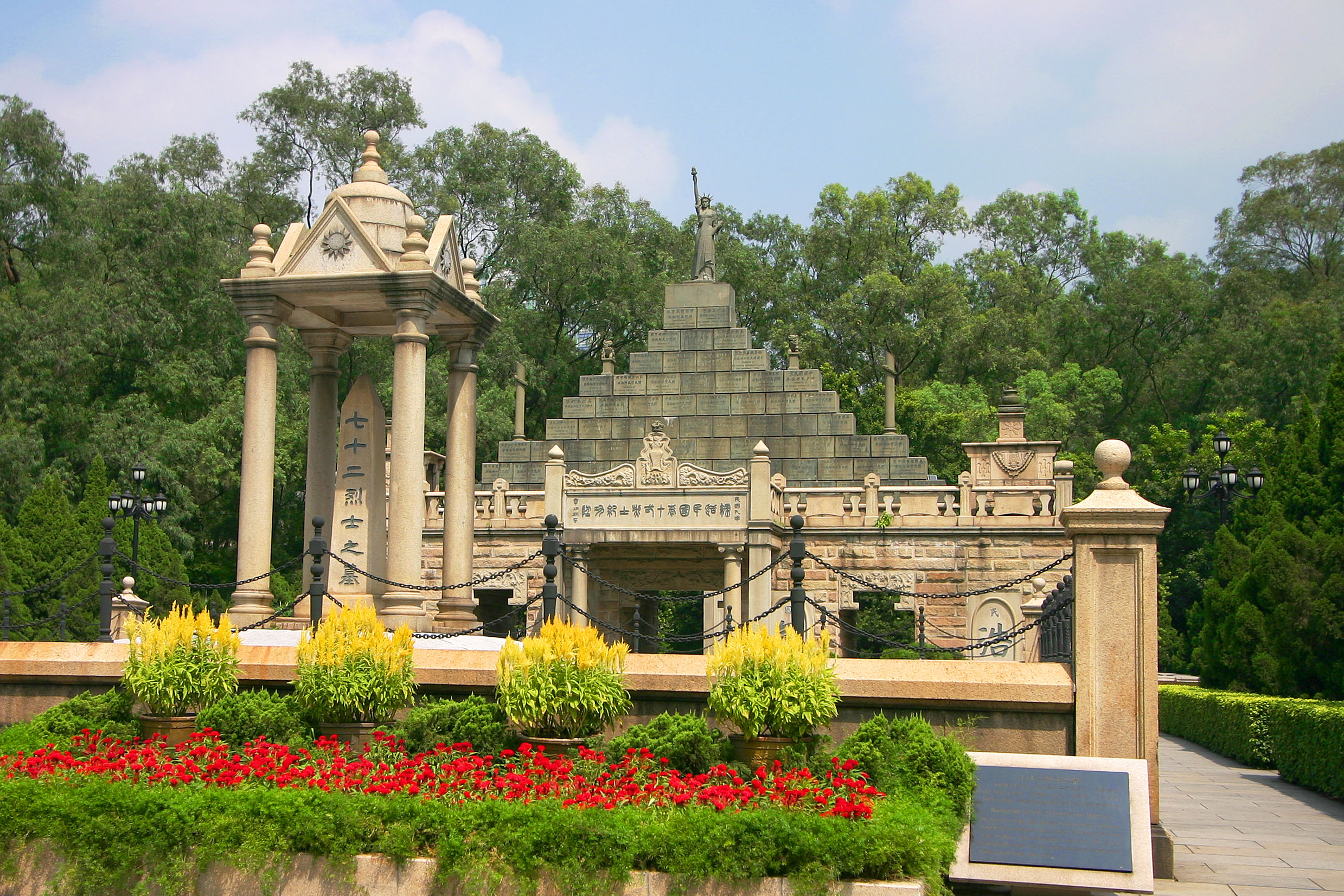
紀功坊和前方碑亭

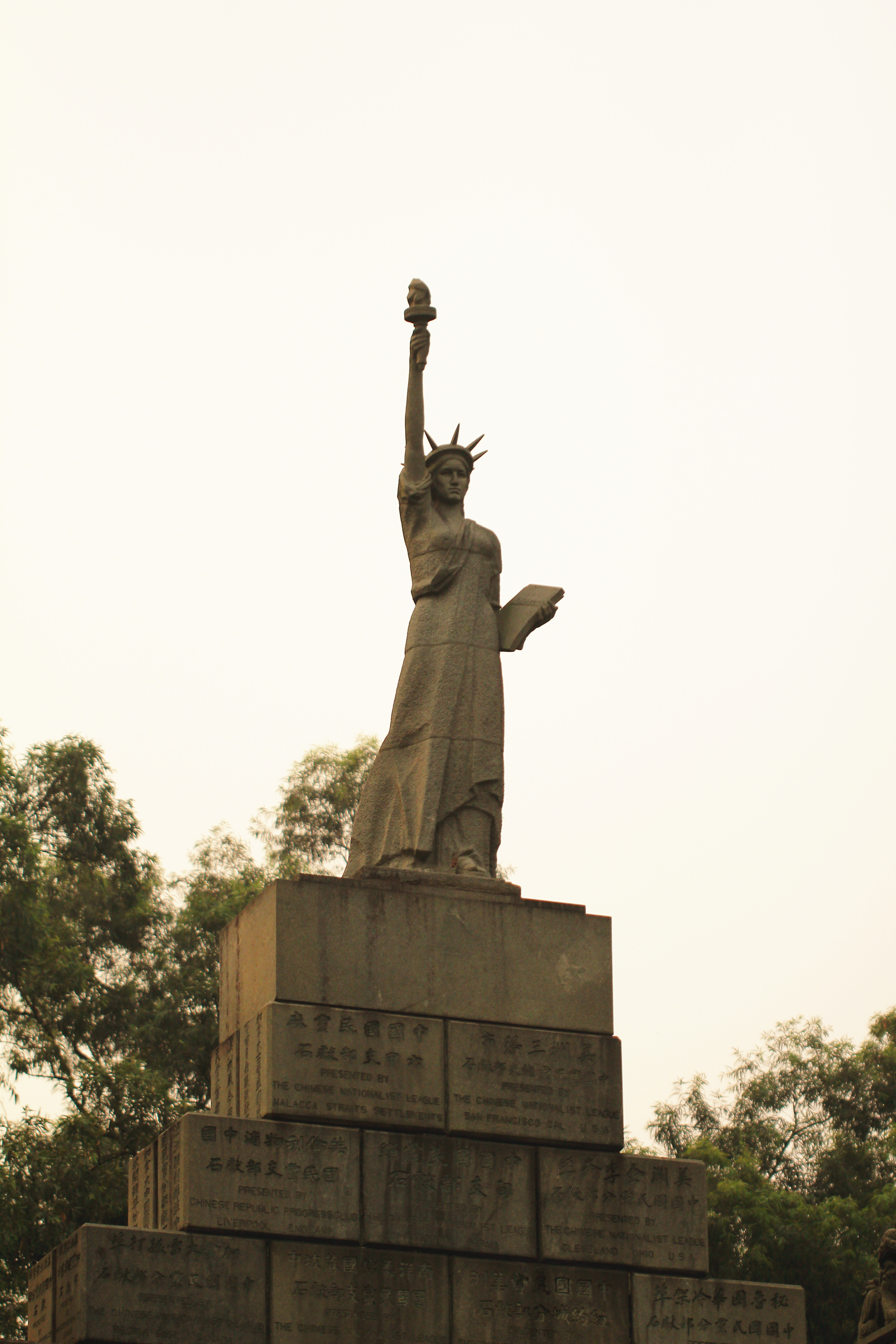
紀功坊自由女神像

今日陵園規模宏大，面積十六萬平方米，與當初「義地」的大小相當。墓園座北向南，莊嚴肅穆，孫中山先生題「浩氣長存」四字之牌坊式大門氣魄雄偉，經墓道到烈士墓，墓後有紀功坊。园内还有黄花井、黄花亭、默池、四方池、八角亭、黄花园及网球角活动服务区。

### 主要景點

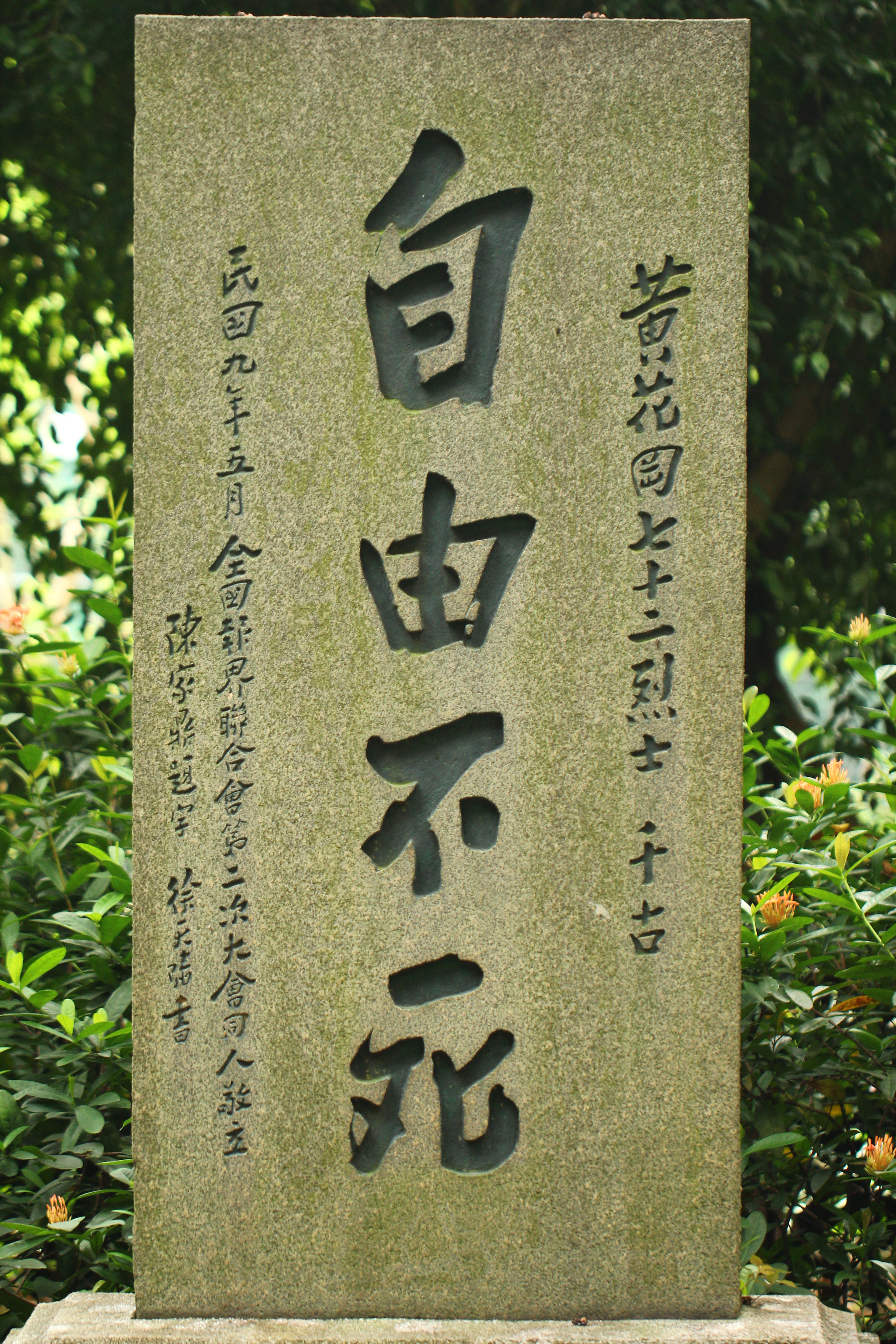
碑廊中其中一塊石碑

- 浩气长存牌坊：1936年竣工（民国二十五年），正门牌坊长31米、宽3米、高13米。门额上以花岗石镌刻着孙中山先生题写的“浩气长存”四个贴金大字。从词义上说，浩气就是正气。
- 七十二烈士之墓：位於主墓道盡頭，1918年（民国七年）在原烈士安葬处营建方表墓冢，长17.3米，宽17.26米。墓冢四面成坡形，墙垣上竖铸铁望柱和铁链，中央竖立一块方尖碑式墓碑，上刻隸書“七十二烈士之墓”七字。1919年（民国八年）在墓冢当中加建四柱墓亭，其柱式仿照西方風格，上承三角形山花和自由钟形亭顶。
- 默池：1921年落成（民国十年）。正面正处在於主墓道，是瞻仰、拜祭先烈必经之道。當走上拱桥時，由于斜坡的作用，人們会不由自主地把头低下，像低头默念，使人肃然起敬。
- 纪功坊：1921年落成。位於墓冢正後方，由前后各72块青石叠成崇山形，象征七十二烈士。这些青石分别刻上当年国民党海外各地支部名称和个人的名字，作为纪念他们捐款建设墓园有功的“献石”。正門横额上書12个字篆文“缔造民国七十二烈士纪功坊”[註 1]，由革命党人章炳麟所写。献石堆顶上屹立着自由女神像，表达了要为建立自由平等国家而奋斗的革命思想。基座前壁嵌有孙中山先生於1921年（民国十年）题写的“浩气长存”四字。
- 红铁门石牌坊：公园南墓道入口。
- 黄花亭：建于1926年（民国十五年）。
- 龙柱：国民党安南党部於1926年3月（民国十五年）献造。用著名的连州青石雕刻而成，高3米，柱身为倒卷的青龙，柱底为鲤鱼跃龙门。这对龙柱，体现了革命先烈为中华民族腾飞而奋斗的磅礴气势。
- 四方池：1921年落成。当时民国菲律宾埠中国国民党第一支部、第二支部同敬献。池壁上刻着七十二烈士庐塘基（意思是房舍，有池塘）。
- 孙中山手植树：1912年陵园初建时，两粤广仁善堂恭请孙中山先生手植馬尾松四棵，这是仅存的一棵，於2011年因感染松材线虫救治無效死亡。经专家会诊，抢救60多次仍未能成功救活。公园计划继续保留樹幹一两年，期待出现生命奇迹。这棵马尾松在1995年被列入广州市第一批古树名木，每年市政府都会拨专款养护。當局在2004年斥资10万元人民幣，在距树数米处增设一支25米高的避雷针，以45度的俯角对四周形成一个圆锥形的保护区。[10][11]
- 林森及吳景濂的手植樹。
- 碑廊：碑廊里是后人为纪念缅怀死难烈士所立的碑。

## 紀念
2006年10月13日，中國國民黨榮譽主席連戰拜謁了黃花崗七十二烈士墓，並為中山手植樹澆水。
2011年3月29日，黄花岗七十二烈士殉难一百周年之际，中華民國新党主席郁慕明率新党黄花岗七十二烈士辛亥百年致敬团一行前往广州黄花岗七十二烈士碑前致祭烈士。
2012年11月24日下午，中国国民党荣誉主席吴伯雄率团前往黄花岗拜祭七十二烈士，代表国民党主席马英九和国民党全党同志向黄花岗烈士敬献花圈。
黃花崗公園的東漢墓葬：根據一九九零年出版的《廣州市文物志》記載，毗鄰黃花崗公園的先烈中路曾出土東漢墓葬，這些墓葬經發掘後，原地埋封，墓內出土的文物則送到廣州博物館庫存室保存。

## 交通
- 巴士：黃花崗站，經停路線：6、10、11、16、63、65、74、78、85、192、201、219、271、290、236、862等 
  - 旅遊專線：廣州一日遊專線、旅遊專線4、先烈路近代革命史跡遊專線
- 地鐵：█6号线 黄花岗站

## 外部連結
- 黃花崗公園
- 南方都市報：台灣客人尋找「先輩的感覺」[永久]
- 中天電視：碧血黃花 72烈士掀1911辛亥革命風雲[永久]
- 中国记忆论坛：从老明信片和照片看－黄花岗七十二烈士墓园[永久]